# Економічні райони Росії
Економі́чні райо́ни Росі́ї — райони Російської Федерації, створені з урахуванням природних і економічних особливостей суб'єктів-складників. Виділяють 12 економічних районів: Північний, Північно-Західний, Центральний, Центральночорноземний, Волго-Вятський, Північно-Кавказький, Поволзький, Уральський, Західно-Сибірський, Східно-Сибірський і Далекосхідний та Калінінградська область.

## Північний і Північно-Західний економічні райони
Північний і Північно-Західний економічні райони включають Ленінградську, Новгородську, Псковську, Вологодську, Архангельську, Мурманську і Калінінградську області, Карельську АР і Республіка Комі.
Площа близько 1,6 млн. км².
Мають значний енергетичний потенціал, добре розвинений залізничний, річковий і морський транспорт. Велике значення має Північний мор. шлях. Важливу роль відіграє трубопровідний транспорт. Територією районів проходить газопровід Уренгой-Центр. Розвинуті паливна, і гірничохімічна промисловість, чорна і кольорова металургія, а також промисловість будівельних матеріалів. Розробляються родовища апатит-нефелінових, мідно-нікелевих і рідкісноземельних руд, залізняку, вугілля, природного газу і нафти, бокситів, слюди, руд благородних металів, торфу, горючих сланців і інші. Нафтова і газова промисловість зосереджена головним чином у Комі АР. Промислове освоєння нафтових родовищ Ухти було почато після 1930. Газ добувають з 1940 (Седьєльське газове родовище). У 1943 відкрите Войвожське, в 1945 Нібельське, в 50-60-ті рр. — Західно-Тебукське, Східно-Савіноборське, потім Вуктильське, Возейське, Усинське і інші родовища. В Тимано-Печорській нафтогазоносній провінції відкрито понад 20 нафтових і 30 газових родовищ, більшість з яких експлуатуються. Середньодобовий дебіт нафтових свердловин близько 30 т, максимальний дебіт до 200 т. У Архангельській області освоєно Нар'ян-Марський нафтогазоносний район. Провідна база вугільної промисловості — Печорський вугільний басейн, в якому діє 19 шахт загальною потужністю близько 30 млн т/рік. Розкриття шахтних полів у басейні здійснене вертикальними і похилими (21%) стовбурами і головними квершлаґами та штреками. Основна система розробки — довгі стовпи (близько 90% видобутку). Виїмка вугілля в основному вузькозахопними комбайнами (99%) з механізованим кріпленням (99%). Близько 65% вугілля збагачується. На території Північного економічного району добувають також торф і горючі сланці. У 20—30-х рр. 20 століття відкриті Оленегірське (магнетитові кварцити) і Ковдорське (апатит-магнетитове) залізорудні родовища, на базі яких працюють ГЗК. У 1946 відкрите Костомукшське родовище залізистих кварцитів (ГЗК з 1982). Розробка родовищ ведеться відкритим способом. Руди збагачуються, вміст заліза в концентраті 63,4—65,7%. Боксити добувають на Тихвінських родовищах, у Північноонезькому бокситовому районі (Архангельська область) та на Середній Тімані. Розробка родовищ ведеться відкритим способом. Введення на повну потужність Тіманського бокситового рудника, завершення будівництва другого глиноземного цеху Богословського алюмінієвого заводу і будівництво нового глиноземного заводу в республіці Комі 2011–2012 рр. зможуть забезпечити власною сировиною 85% сучасного виробництва первинного алюмінію в країні при нинішній забезпеченості в 53%.
Розробляються родовища мідно-нікелевих руд на Кольському півострові (родовища Мончетундри і району Печенги). У Карелії розвідане Кительське родовище олова. Фосфати добувають з комплексних апатит-нефелінових руд Хібінського родовища на Кольському півострові (основний район видобутку фосфатів у Росії). Розробки ведуться відкритим способом і шахтами. У Калінінградській області і Комі АР виявлені невеликі родовища кам'яної солі. Видобуток слюди ведеться в Кольсько-Карельському слюдоносному районі. Розробляється Волгинське родовище вогнетривких глин, а також родовища вапняків, глин і пісків. Розробка родовища будівельних матеріалів зосереджена в основному на берегах Онезького озера (граніт, гнейсо-граніт, габро-діабаз, кварцити, мармур). Родовища граніту розробляють в Ленінградській та Мурманській області. В Карелії добувають напівдорогоцінне і виробне каміння, граніт, пегматити і мармур. Район є головним постачальником сировини для фаянсово-порцелянової промисловості Район основного видобуту пегматитів — в районі Чупінської затоки і в Приладожжі. У районі розвідані і експлуатуються родовища мінеральних вод (Марціальні Води, Стара Руса, Соль-Вичегодськ і інш.).
В Архангельській області розвідане і у 2003 почало розроблятися велике родовище алмазів Ломоносівське. Загальна вартість добувних алмазів, більша частина з яких ювелірні, близько $12 млрд. Поклад знаходиться на глибині від 100 м. Видобуток буде вестися відкритим способом.

## Центральний економічний район
Центральний економічний район включає Брянську, Володимирську, Іванівську, Тверську, Калузьку, Московську, Орловську, Рязанську, Смоленську, Тульську, Костромську і Ярославську області.
Площа близько 0,5 млн км².
За чисельністю населення, промисловістю і науковим потенціалом це провідний економічний район. Розвинена мережа всіх видів транспорту.
У районі виявлені родовища бурого вугілля, торфу, фосфоритів, залізна руда, гіпс, кам'яна сіль, вогнетривкі глини, вапняки, доломіт і інші будівельні матеріали. Паливні ресурси району обмежені (Підмосковний буровугільний басейн і родовищ торфу). Вугілля залягають на глиб. 20—300 м, невисокої якості. Розробка басейну здійснюється розрізами і шахтами. Розкриття шахтних полів — вертикальними і похилими стовбурами і головними штреками; система розробки — довгі стовпи з повним обваленням покрівлі; виїмка вугілля — за безціликовою технологією, вузькозахопними комбайнами з механізмами кріпленням. На розрізах застосовується безтранспортна система розробки (драглайни, екскаватори і бульдозери). Близько 20% вугілля на 1990-х збагачується пневматичним методом і важкосередовищною сепарацією. Є перспективи підземної газифікації і використання вугілля для вуглехімії. Торф добувають в основному фрезерним способом. Район є провідним за запасами і видобутком фосфатної сировини (головний центр підгалузі — місто Воскресенськ). Виробництво феромарганцю з вмістом Mn 71,5% здійснюють на Косогорівському МК. У Тульській області розробляється Новомосковське родовище кам'яної солі. У районі створена велика промисловість нерудних будівельних матеріалів, скляна і гончарна промисловість. Добувають гравій, пісок, буд. камені. Відомі родовища мінеральних вод.

## Центральночорноземний економічний район
Центральночорноземний економічний район включає Бєлгородську, Воронезьку, Курську, Липецьку і Тамбовську області.
Площа 167,0 тис. км².
Енергетичні ресурси обмежені. Розвинена мережа доріг. Виявлені родовища залізних руд, бокситів, фосфоритів, вогнетривких глин, доломіту, торфу, облицювальних каменів і різноманітних будівельних матеріалів. Містить Курську магнітну аномалію, що тягнеться на території району двома смугами: Орел — Старий Оскол — Валуйки (ширина 1—25 км) і Льгов — Білгород (ширина 2—40 км) з потужністю пластів залізистих кварцитів 70—350 м. Промислове освоєння району почате в 1930-ті. Видобуток природно багатих руд і залізистих кварцитів відкритим способом здійснюють Лебединський, Михайлівський та Стойленський ГЗК. Підземним способом поверхово-камерною системою добуває залізисті кварцити комбінат «КМАРУДА» та новий Яковлевський рудник. Залізисті кварцити збагачуються мокрою магнітною сепарацією. Вміст заліза у к-тах близько 70%. У районі ведеться видобуток відкритим способом фосфоритів середньої якості, золотистої вохри, вогнетривких глин, флюсового доломіту, граніту, крейди, вапняків, пісків та піщано-ґравійних сумішей.

## Волго-Вятський економічний район
Волго-Вятський економічний район включає Нижньогородську і Кіровську області, Марій Ел, Мордовію і Чувашию.
Площа близько 0,3 млн км².
Транспорт: залізничний, річковий, автомобільний та трубопровідний.
Надра району вивчені слабко. Є ресурси торфу, фосфоритів, гіпсу, кам'яної солі і нерудних будівельних матеріалів. Загалом виявлені корисні копалини не грають істотної ролі в розвитку промисловості району. Основу гірничохімічної промисловості складає виробництво фосфатів з багатого Вятсько-Камського родовища. Промисловість нерудних будівельних матеріалів є важливою галуззю індустрії. Будівельні камені представлені родовищами пісковиків і вапняків. Поширені родовища глин. Родовища скляних пісків розробляються в Марійській АР. В районі добувають гіпс, ангідрит, глини, камені, піщано-гравійні мінерали, піски для бетону і силікатних виробів. Відомі родовища мінеральних вод.

## Поволзький економічний район
Поволзький економічний район складають Астраханська, Волгоградська, Самарська, Пензенська, Саратовська, Ульяновська області, Калмицька і Татарська АР.
Площа близько 0,6 млн км².
Район багатогалузевий, один з провідних по нафтодобувній, нафтопереробній промисловості.
Транспорт: залізничний, автомобільний, є густа мережа магістральних нафто- та газопроводів.
Має великі ресурси нафти, газу, горючих сланців, торфу, фосфоритів, сірки, солі, будівельних матеріалів і інших корисних копалин.
Нафтові родовища розробляють з 1935. У роки Другої світової війни і пізніше між Волгою і Уралом створено нову нафтову базу країни — «Друге Баку» (Самарська Лука, Бавлінська площа, Ромашкінське, Муханівське, Кулешівське та інші родовища). Близько 90% нафти добувають із застосуванням законтурного заводнення, вилучення нафти з пластів — близько 60%. Експлуатаційний фонд нафтових свердловин — близько 22 тис. (1990-ті). Є 5 нафтопереробних заводів. Видобуток газу ведеться переважно у Волгоградській області (Коробковське, Верховське, Саушкинське родовища). Перспективи газової промисловості пов'язані з Астраханським родовищем. В Самарській і Саратовській області розробляються великі родовища горючих сланців. З озер Прикаспійської низовини (Баскунчак і інші) добувається понад 30% солі РФ. У Самарській області експлуатується відкритим способом Водінське родовище сірки; у Волгоградській області відоме велике родовище бішофіту. Фосфорити добувають на Камишинському родовищі промислових нерудних будівельних матеріалів — найстаріша в районі: тут є багато будівельних матеріалів, особливо мергелей, гіпсу (Камсько-Усть-Інське і інші родовища), скляних пісків, вапняків, крейди, глин і інш. Розвинута цементна промисловість. Великі розробки вапняків (Березовське родовище) — Саратовська і Самарська області. Район багатий бітумінозними пісковиками і асфальтитами.

## Північнокавказький економічний район
Північнокавказький економічний район включає Краснодарський і Ставропольський краї, Ростовську області, Дагестанську, Кабардино-Балкарську, Північно-Осетинську, Інгушську АР і Чечню (Ічкерію).
Площа 355 тис. км².
Найважливішими галузями є нафтова, газова, вугільна промисловість, кольорова і чорна металургія, машинобудування, промисловість будівельних матеріалів.
Розвинена мережа залізниць, водних і автомобільних доріг. Є родовища нафти, газу, вугілля, руд цинку, свинцю, міді, молібдену, вольфраму, ртуті, кам'яної солі, гіпсу, будівельних матеріалів, мінеральних вод. Поклади нафти і газу встановлені майже по всьому північному схилу Кавказького хребта, від Таманського півострова до Каспійського моря. Видобуток нафти зосереджений в Грозненському, Кубано-Чорноморському (включаючи Майкопський) і Дагестанському районах, але останні 10 років суттєво призупинений в результаті Чеченських воєн. Для розробки нафтових і газових родовищ в російській частині Каспійського шельфу компанії «Юкос», «Лукойл» і «Газпром» заснували у 2000 р. «Каспійську нафтову компанію» («КНК»); кожний з трьох учасників внесе рівну частку в її статутний капітал. На думку засновників, створення «КНК» укріпить позиції Росії в регіоні. Газові родовища є в Дагестані, Ростовській області, на Кубані, в Приазов'ї. Експлуатаційний фонд газових свердловин на 1990-ті рр. — близько 700, але родовища виснажені. Видобуток вугілля зосереджений у Східному Донбасі (Ростовська області). Розкриття шахтних полів — вертикальними (62%) і похилими (38%) стовбурами, головно квершлаґами і штреками. Система розробки головним чином довгими стовпами. Управління покрівлею повним обваленням. Виїмка вугілля головним чином вузькозахопними комбайнами з механізованим кріпленням (52% видобутку) і стругами. Збагачення вугілля — гравітацією і флотацією. На Ставропіллі добувають мідні руди підземним способом (Урупське родовище). Збагачення руди — колективно-селективною флотацією. У Дагестані є родовища мідно-колчеданових руд. Свинцево-цинкові руди підземним способом добувають на Садонському комбінаті (Північна Осетія), вольфрамо-молібденові — на Тирниаузькому (Кабардино-Балкарія, ущелина Баксан), ртутні руди — підземним способом на Сахалінському родовищі (Краснодарський рудник). Крім того, у Ростовській області розробляють родовища флюсових вапняків, експлуатується Тарасовське родовище кварцитів. В районі добувають нерудні будівельні матеріали та індустріальну сировину: цементну в районі Новоросійська, в Карачаєво-Черкеській АО, гіпс (Шедокське родовище), доломіт і вапняк (Краснодарський край, Карачаєво-Черкеська АО, Північна Осетія), гравій, пісок (Краснодарський і Ставропольський краї), цегельні і керамзитові глини; облицювальний камінь (граніт і мармур) в Карачаєво-Черкеській АО, туфи і будівельний камінь. Експлуатуються великі родовища мінеральних вод.

## Уральський економічний район
Уральський економічний район — це Курганська, Оренбурзька, Пермська, Свердловська, Челябінська області, Башкирська і Удмуртська АР.
Площа 0,8 млн км².
Урал — найстаріший в Росії гірничорудний район розвитку чорної і кольорової металургії. Урал багатий паливними, рудними і нерудними корисними копалинами. Родовища нафти (добувають з 1929): Ішимбайське, Краснокамське, Північно-Камське, Бугурусланське, Полазненське, в Башкирії (порівняна з Баку), в Пермській (Ярино-Каменнолозьке, Батирбайське, Осинське), Оренбурзькій (Покровське, Бобровське) області, Удмуртії (Чутирсько-Кієнгопське, Мішкінське). Газові родовища виявлені в Передураллі, найбільше — Оренбурзьке газоконденсатне з експлуатаційним фондом свердловин близько 600. Вугільна промисловість базується на видобутку бурого і кам'яного вугілля в Кизеловському, Челябінському, Південно-Уральському басейнах і на окремих родовищах Свердловської, Оренбурзької області та Башкирії. Видобуток вугілля ведуть на 7 розрізах і 30 шахтах. Збагачують вугілля пневматичним і мокрим способами. Урал — великий торфовидобувний район. Зустрічаються всі види торфу, якість його висока. Урал — провідна залізорудна база РФ. Основна маса руд збагачується. Переважають титаномагнетити, є магнетити, бурі залізняки, сидерити. За розвитком галузей кольорової металургії Урал теж є провідним у РФ. Найрозвиненіші алюмінієва і мідна промисловості. Тут зосереджені значні запаси якісних бокситів. Велике значення мають родовища мідно-колчеданових комплексних руд Свердловської області, Башкирії, Челябінської та Оренбурзької області. Мідь вилучають також з мідно-залізо-ванадієвих руд Волковського родовища і з мідно-скарнових руд Туріїнського родов. Всього на Уралі в кінці ХХ ст. діяли 10 мідних і мідно-сірчаних заводів і комб-тів, на яких, крім міді, отримують сірчану кислоту, мідний купорос, рідкісні і благородні метали. З мідно-колчеданових руд Гайського, Учалінського і Сибайського родовищ отримують також цинкові концентрати. Виробництво феромарганцю з вмістом Mn 71,5% здійснюють на Алапаївському МК, марганцеві феросплави — у Челябінську та Сєрово. Руди нікелю добувають в Уфалейському і Режевському районах. Родовища силікатних нікелевих руд відомі на Південному Уралі. Руди рідкісних металів добувають на Вишневогірському, хромових руд — на Саранівському родовищі. Крім того, на Уралі добувають золото з розсипів (від Красноуральська до Орська) і корінних родовищ. Платину добувають з розсипів драгами вздовж річки Іс. Є промислові розсипи алмазів, розробка яких здійснюється драгами. Основне місце в гірничохімічній промисловості займає видобуток калійних солей на Верхньокамському родовищі, на базі якого діє Солікамський хімічний комбінат. Урал — один з головних районів виробництва металічного магнію і видобутку кам'яної солі (Березники та Ілицьке родовще). Серед нерудної сировини важливе місце займає видобуток азбесту, флюсового сировини (вапняків, доломіту, магнезиту), будівельних матеріалів, облицювальних каменів — мармуру, гранітів, будівельного каменя, сировини для цементної промисловості і цегли, піщано-гравійних матеріалів (Пермська, Оренбурзька і Свердловська області), гіпсу, вогнетривких глин, каоліну, вермікуліту, тальку, талькового каменя, графіту. Урал багатий на дорогоцінні та виробні камені (смарагди, яшми, селеніт, мармури різних кольорів, родоніт і інші). Є родовища мінеральних вод.

## Західно-Сибірський економічний район
Західно-Сибірський економічний район включає Алтайський край, Кемеровську, Новосибірську, Омську, Томську і Тюменську області.
Площа 2,4 млн км².
Найрозвиненіші нафтова, газова, вугільна, металургійна і хімічна промисловість, машинобудування.
Транспорт: річковий, морський, трубопровідний, на півдні — автомобільний.
Корисні копалини: нафта і газ, кам'яне вугілля, торф, руди чорних і кольорових металів, гірничохімічна сировина, будівельні матеріали. Перші промислові притоки? нафти отримані у 1960 в Тюменській області. Усього в Західно-Сибірському економічному районі виявлено понад 300 нафтових і газових родовищ. Нафта високоякісна, сірчиста (до 2,5%), іноді парафіниста. Середня глибина залягання продуктивних горизонтів нафтових родовищ 2 100 м. Родовища розробляються методом штучної підтримки пластового тиску за рахунок заводнення.
Експлуатація свердловин — головним чином фонтанним способом. Видобуток нафти ведеться в основному в 3 центрах: Нижнєвартовському, Сургутському, Шаїмському (Зауралля). Газ відкритий в 1953 (Березовське родовище); в 1962 — Тазовський газоносний район, а пізніше Заполярне, Ведмеже, Губкінське, Комсомольське, Венгапурівське, а також найбільші у світі Уренгойське і Ямбурзьке родовище Тюменська області — найбагатша газоносна провінція світу. Експлуатаційний фонд перевищує 1,3 тисяч газових свердловин.
ВАТ «Тюменська нафтова компанія» (ТНК) планує до 2007 р. збільшити обсяг постачання газу на російський ринок до 17,4 млрд куб. м, що приблизно в 5 раз перевищує обсяг постачання в 2001 (3,5 млрд куб.м). На 2004 р. постачання газу ТНК заплановані в об'ємі 6,9 млрд м³. У 2003 компанія завершила розробку програми утилізації нафтового попутного газу з родовищ ТНК-ВР в Нижньовартовському регіоні. Програма дозволить отримувати додатково близько 1 млрд м³ газу щорічно. На родовищах в Оренбурзької і Саратовської областей компанія добуває на початку 21 століття близько 3 млрд м³ газу на рік. Крім того, ТНК-ВР бере участь в реалізації програми по газифікації Іркутської області. ТНК-ВР планує в майбутньому здійснювати експорт газу через інфраструктуру РАТ «Газпром». На 2003 запаси газу ТНК-ВР оцінюються в 2 трлн кубометрів [РИА ТЭК].
Основною базою вугільної промисловості є Кузнецький вугільний басейн. Вугілля видобувають підземним і відкритим способами. На шахтах Кузбасу застосовують гідравлічний спосіб розробки вугільних пластів (11% видобутку). Вугілля в основному кам'яне, понад 50% — коксівне. Внаслідок реструктуризації галузі з ліквідацією особливо збиткових підприємств вже в 1998 р. вдалося припинити падіння видобутку вугілля в Кузбасі, а в 2000 р. забезпечити приріст до 1997 р. понад 20 млн т. Поліпшилися всі гірничотехнічні і економічні показники. За період з 1994 по 2001 р. чисельність працівників у вугільній галузі Кузбасу знизилася з 217,9 тис. чол. до 133,1 тис. чол., а продуктивність праці зросла з 55,4 т/міс до 111,1 т/міс. Добове навантаження на комплексно-механізований вибій зросло більш ніж удвічі і за перше півріччя 2001 р. становило 2 116 т/міс [Уголь. — 2002. — № 1. — С. 38-40]. На теритторії Кемеровської області заходиться західне крило Кансько-Ачинського буровугільного басейну. Розкриття шахтних полів — вертикальними (67%) і похилими (28%) стовбурами, штольнями (5%), головними і поверховими квершлагами і штреками. Основна система розробки — без розділення на шари довгими стовпами (76% шахтного видобутку). Управління покрівлею — повне обвалення (близько 99%). Виїмка вугілля — вузькозахопними комбайнами (близько 77% видобутку), вибухова або відбійними молотками (близько 19%). На вуглерозрізах використовуються комбінована і транспортна системи розробки. Видобуток вугілля на автотранспорт 93% і в залізничні вагони 7%. Розкрив здійснюється драглайнами, на розкривних і видобувних роботах — одноківшеві екскаватори і бульдозери. Збагачення — пневматичним і мокрим способами, в тому числі у важких середовищах 26% і флотацією 16%. За оптимістичною прогнозною оцінкою до 2015 р. потреба у вугіллі Кансько-Ачинського басейну становитиме 97—102 млн т. Обсяг видобутку енергетичного вугілля на розрізах ПЕК Красноярського краю за період 2001–2015 рр. зросте на 60—65 млн т, за річних темпів приросту 3,5—4,5 млн т. Потреба в кваліфікованих кадрах на розрізах ПЕК Красноярського краю до 2015 р. складе до 10 тис. чоловік.
В місті Междурєченську Кемеровської області продовжується будівництво шахти «Томусинська-5-6» на місці закритої шахти імені Шевякова. Основний видобуток вугілля на шахті почнеться у 2004 р. В перспективі запасів вугілля вистачить на 100 років (Росинформуголь).
Видобуток залізняку початий в 1932 на рудниках «Тельбес» і «Темиртау» в Гірській Шорії. Руди в основному сірчисті, комплексні, вимагають збагачення. Розробка родовищ ведеться головним чином шахтами. Збагачення руд на рудниках — сухою магнітною сепарацією з отриманням первинного продукту (вміст заліза 45%), дозбагачення — на збагачувально-аґломераційних фабриках. У Кемеровській області розвідане Усинське родовище марганцевих руд, в Рудному Алтаї і Салаїрі — свинцево-цинкові руди. Видобувають руди ртуті (Акташський рудник), руди і розсипи золота в Кузнецькому Алатау і на Салаїрському кряжі. У Кузнецькому Алатау експлуатується Кия-Шалтирське родовище нефелінових руд. Основне місце в гірничохімічній промисловості займає видобуток кухонної солі і сульфату натрію з озер Кулундінського степу (Алтайський край). Розробляються поклади природної соди. Освоюється Бєлкінське родовище фосфоритів. Промисловість нерудних будівельних матеріалів включає численні підприємства видобутку і переробки будівельних матеріалів, цегельних і керамзитових глин, піщано-гравійних матеріалів, будівельного каменя, вапняків, а також відходів ГЗК та МК. Південний Захід Сибіру багатий на родовища облицювальних каменів: мармуру на Алтаї, в Гірській Шорії, Кузнецькому Алатау і Салаїрі, а також гранітів, габро, базальтів. На Коливанівській шліфувальній фабриці переробляють виробні камені Алтаю. Розвідані родовища термальних і мінеральних вод.

## Східно-Сибірський економічний район
Східно-Сибірський економічний район включає Бурятську і Тувинську АР, Красноярський край, Іркутську і Читинську області.
Площа 4,1 млн км².
Транспорт: залізничний, річковий, морський, трубопровідний.
Від Транссибірської магістралі побудовані відгалуження в гірничорудні райони. Велике значення має Байкало-Амурська магістраль.
Район багатий нафтою і газом, вугіллям, торфом, залізними рудами, рудами кольорових і благородних металів, ґерманієм, нерудними корисними копалинами. Нафтові і газові родовища відкриті у 1960-ті.
Експлуатаційний фонд становить понад 150 свердловин. Найважливіші центри видобутку вугілля знаходяться в Кансько-Ачинському, Мінусинському та Іркутському вугільних басейнах. Видобуток вугілля ведеться 15 розрізами і 5 шахтами. Особливе значення має Кансько-Ачинський буровугільний басейн. Велика потужність пластів (до 100 м) неглибокого залягання і мала міцність перекриваючих порід дозволяють вести в басейні відкритий видобуток. На вуглерозрізах застосовується комбінована система розробки. Розкривні роботи виконують одноківшеві екскаватори і бульдозери, видобуток вугілля — роторні екскаватори. При підземній розробці розкриття шахтних полів — в основному похилими стовбурами.
Системи розробки — довгі стовпи без розділення на шари і похилими шарами; управління покрівлею — повним обваленням. Виїмка вугілля — вузькозахопними комбайнами з механіз. кріпленням. Вугілля Мінусинського басейну збагачують мокрим способом. У районі відомі численні родовища залізних руд (головним чином в Іркутській області і на півдні Красноярського краю). Частина родовища розробляється. Видобуток мідних руд ведеться з давніх часів (родовища Хакасії). Найбільше — Удоканське родовище мідистих пісковиків (Читинська області). Видобувають нікель (мідно-нікелеві родовища Норильського району у Красноярському краї), де діє потужний центр кольорової металургії — Норильський ГМК. У Забайкаллі видобувають і переробляють свинцево-цинкові руди — Нерчинський поліметалічний комбінат. Горевський ГЗК у Красноярському краї відкритим способом розробляє однойменне свинцево-цинкове родовищ. Руди олова добувають на Шерловогірському і Хапчерангінському родовищі в Читинській області Вольфрамо-молібденові руди видобувають і переробляють в Забайкаллі та Хакасії. Збагачення руд — колективно-селективною флотацією. Видобуток руд рідкісних металів проводять в Забайкаллі (Орловський ГЗК) і в Іркутській області У Тувинській АР розробляється Терліг-Хаїнське родовище ртуті. Експлуатуються корінні і розсипні родовища золота в Читинській, Іркутській областях, в Єнісейській тайзі, Хакасії і Туві. Крім того, видобувають кам'яну сіль в Усоллі-Сибірському (Іркутська області) і Красноярському краї. Розробляють родовища апатитів в Іркутській області та Бурятії. Видобувають калійні солі, мусковіт, хризотил-азбест (Східний Саян), плавиковий шпат (Забайкалля), графіт (Красноярський край і Бурятія), барит (Хакасія), ангідрит, тальк, вогнетривкі глини(Іркутська області), кварцові піски (Тулунський завод), каолін, гіпс (Абаканський завод, Заларинський рудник), перліти, тугоплавкі глин, вапняки для цементної промисловості (Ангарський комбінат), формівні і піщано-гравійні матеріали, будівельні і облицювальні камені («САЯНМРАМОР»). Розвідані родовища термальних і мінеральних вод (Дарасун і інші).
На півночі Читинської області на початку XXI століття розвідані значні запаси коксівного вугілля. Їх загальні ресурси на Апсатському родовищі, яке розташоване за 40 км від траси БАМ, складають близько 2 млрд тонн, в межах Каларської площі, за 30 км від залізничної гілки Чара-Чину, — 0,5 млрд тонн. Освоєння цих родовищ заповнить скорочення видобутку на Нерюнгрінському родовищі і дасть можливість розширити експорт концентратів до Японії і Південної Кореї. Крім того, це дозволить вирішити паливно-енергетичні проблеми Далекого Сходу і Примор'я [Російська Служба Новин — Чита, 2003].
Унікальне за величиною родовище ґерманію виявлено у 2003 р. на півночі Красноярського краю, поблизу тайгового села Ярцево. За прогнозами тут міститься декілька сотень тонн ґерманію, що дозволить повністю задовольнити потреби внутрішнього ринку країни.

## Далекосхідний економічний район
Далекосхідний економічний район включає Приморський і Хабаровський краї, Амурську, Камчатську, Магаданську і Сахалінську області, Якутію (Республіка Саха).
Площа близько 6,3 млн км².
У південній частині району розвинений залізничний та автомобільний транспорт, особливе значення має БАМ, розвинений мор. та річковий транспорт. У районі розвідані численних родовищ корисних копалин, добувають руди золота, олова, вольфраму, свинцю і цинку, флогопіту, флюориту і інші. Промислове значення мають нафтові і газові родовища східної частини осторва Сахалін і Лено-Вілюйської газонафтоносної провінції. На Сахаліні виявлено 50 родовищ
нафти і газу. Нафта залягає порівняно неглибоко; відомі родовища важкої (Охінське) і легкої (Ехабінське) нафти. На шельфі північно-східного Сахаліну виявлені морські газові і газонафтові родовища. Також розвідані родовища нафти і газу в Якутії. Далекий Схід РФ має великі ресурси кам'яного і бурого вугілля, яке добувають відкритим (79%) і підземним способом. Найбільший басейн високоякісного коксівного вугілля розташований у Південній Якутії. У 1930-ті тут відкрито Чульмаканське, а в 1951 — Нерюнгрінське родовища, розробка якого ведеться відкритим способом. Є численні родовища торфу, але розробляються тільки поодинокі. Розвідані численні родовища залізняку, є родовища марганцевих руд. Район є важливим постачальником руд кольорових металів. Видобуток руд олова в Магаданській області ведеться з 1937. Розробляються корінні і розсипні родовища. Діє ряд ГЗК (Певекський, Іультинський, Хрустальненський та інші). Приморський ГЗК розробляє вольфрамове родовища Восток-2. У Примор'ї видобувають і переробляють свинцево-цинкові руди, одержуючи металічний свинець, цинковий концентрат і ряд попутних металів. Збагачення руд — колективно-селективною флотацією. Підготовлені до розробки родовища ртутних руд. Розробку родовищ рудного і розсипного золота ведуть в Якутії, у Амурській (найстаріший золотоносний район), Магаданській області, на Чукоткі, на трасі БАМу. На копальнях використовуються екскаватори, бульдозери, драги і інша техніка, на підземних — електробульдозери. Видобуток алмазів відкритим способом з розсипів і корінних родовищ здійснюють у Республіці Саха. Уперше розсипи алмазів були виявлені в Якутії в 1949. У 1954 відкриті трубки «Зарніца», а потім трубки «Мір», «Удачная» та інш. Станом на 2003 практично всі основні алмазовидобувні підприємства компанії «АЛРОСА» в республіці Саха після майже 30 років видобутку вимушені перейти від відкритої розробки трубок до підземної. При цьому різко знижується рентабельність підприємств: падають обсяги видобутку — в грошовому вираженні за рік вони скорочуються на $64 млн; собівартість алмазної сировини збільшується в 15—20 раз. Деякі підприємства стають нерентабельними. В Республіці Саха у 2003 в Анабарському улусі на кар'єрі «Біллеех» дільниці Тіглікит відкрилася унікальна збагачувальна фабрика «ВАТ Ніжнєлєнскоє». Унікальність фабрики в тому, що вона побудована в найскладніших умовах Арктики за рекордно короткий термін і тільки за російською технологією «ЯСИА».
У Примор'ї розробляють Вознесенське родовище плавикового шпату, відкритим способом добувають датолітові руди на Дальнегірському родовищі. У Якутії експлуатують Селігдарське родовище апатиту, добувають флогопіт (комбінат «Алданслюда») і гіпс (Ольокмінське родовище). Розвідані і експлуатуються численні родовища нерудних будівельних матеріалів: кварц-полевошпатових пісків (Чалганське), порцелянового каменя (Гусевське), бруситу (Кульдурське), вапняків (Длиногірське і Спаське), будівельних і облицювальних каменів (Гранітне, Корфовське, Шиманівське і інші), діорит-порфірів (Далдиканське), габро (Угледарське), андезито-базальтів, мармурів (Амбінське); глин, пісків, перлітів, піщано-гравійних матеріалів, тугоплавких глин, скляних пісків, а в Магаданській області — вулканічного попелу. Виявлено багато родовищ термальних та мінеральних вод, на базі яких діють курорти та Паужетська ГеоТЕС. У Республіці Саха за межі ХХ-XXI століть організоване виробництво стибієвого концентрату (вперше в РФ) — на Сарилахському та Сенточанському комбінатах.
Видобуток нафти і газу на острові Сахалін почався в 1920—30-ті. На 2000 запаси родовищ суші острова вироблені на 2/3, однак ресурси сахалінського шельфу становлять 1 млрд т нафти і 3 трлн. м³ газу. Протягом останніх 20 років на шельфі острова було відкрито декілька великих родов. вуглеводнів в тому числі Одопту, Чайво, Аркутун-Дагі. Для розвитку нафто- і газовидобутку в регіоні створено проєкти — «Сахалін-1»—«Сахалін-9». Запаси нафт. родовищ в рамках проєкту «Сахалін-1» оцінюються в 0.34 млрд т, газових в 0.42 трлн м³. Видобуток планується почати в 2005–2006 рр., основний акцент робиться на родовища Чайво з ресурсами газу 0.31 тис. м³. Загальні витрати на проєкт «Сахалін-1» 86 млрд. дол. У родовища Чайво, Одопту і Арктун-Дагі в 2003–2009 рр. буде інвестовано 10.5 млрд. дол. Для здійснення проєкту «Сахалін-1» створений консорціум, що включає великі закордонні компанії Exxon Neftegas Ltd. (США) —30%, SODECO (Японія) — 30%, ONGC (Індія) — 20% і «Роснефть» — 20% (Росія). Станом на 2003 р. проєкт «Сахалін-1» успішно здійснюється (вартість $12 млрд, оператор робіт ExxonMobil). Royal Dutch/Shell з 1999 р. добуває тут нафту і планує побудувати до 2006 р. найбільшу у світі уставу з отримання зрідженого газу (проєкт «Сахалін-2»). Французька TotaFinaElf добуває нафту на Хар'ягінському родовищі в обсязі 12 000 бар./добу (600 тис. т в рік) [Інф. ИАЦ «Мінерал»].
Проєкт «Сахалін-2» включає розробку нафтовищ родовищ Пільтун-Астохське і газове Лунське (531 млрд м³), видобуток — з 2006 р. Його здійснює консорціум Sakhalin Energy, який включає японські Mitsubishi (12.5%), Mitsui (25%), американську Marathon Oil (37.5%) і британсько-голландську Royal Dutch/Shell (25%). Газ проєкту «Сахалін-1» планують продавати в Японію і Китай; проєкту «Сахалін-2» крім того, в Південну Корею і Тайвань. З 2001 р. сира сахалінська нафта уперше надійшла в Японію. Газ Лунського родовища після скраплення піде на експорт в країни Азійсько-Тихоокеанського регіону. Для цього на острові Сахалін буде побудовано перший в Росії завод по виробництву скрапленого природного газу (СПГ) потужністю 9.6 млн т/рік. Є проєкт подачі газу газопроводом Сахалін — Хабаровськ — Приморський край — КНДР — Південна Корея — Японія. За проєктами «Сахалін-1 і —2» до 2005 р. видобуток газу буде доведено до 15.5 млрд м³/рік, нафти — до 16 млн т, а до 2020 р. заплановано подвоїти ці обсяги. Проєкт «Сахалін-3» передбачає розробку Кирінського (за 50 км від берега, на глибині моря 150 м), Аяшського і Одоптінського блоків. Запаси Кирінського блоку 436 млн т нафти, 720 млрд м³ газу. Перспективні запаси нафти Аяшського блоку — 330 млн т, Одоптінського — 250 млн т. Ліцензія на освоєння Аяшського і Одоптінського блоків належить компанії Exxon, Кирінського блоку — Mobil і Texaco.
Проєкт «Сахалін-4» передбачає розробку Астрахановського і Шмідтівського контрактних блоків. Прогнозні запаси газу тут 90 млрд. м³.
Проєкт «Сахалін-5» — який здійснюють British Petroleum, НК «Роснєфть» і «Роснєфть-Сахалінморнєфтєгаз» передбачає освоєння єдиного Шмідтівського контрактного блоку. Конкурс на право розвідки і розробки площі проєкту буде проведений після того, як буде остаточно затверджений список контрактних блоків і вони будуть включені Держдумою в перелік об'єктів для СРП. Прогнозні запаси акваторій Шмідтівського блоку 600 млн. т нафти і 600 млрд. куб. м³. Початок промислового видобутку сировини — 2010 р. Проєкт «Сахалін-6» включає освоєння Прикордонного блоку загальною площею близько 25 тис. кв. км. Дві перспективні структури цього блоку — Римникська і Кєросінная — зона інтересів російської компанії «Еко».
Площі проєктів «Сахалін-1»-«Сахалін-9» фактично охоплюють всю нафтоносну площу шельфу острова Сахалін.